# Франц Вилхелм фон Залм-Райфершайт-Краутхайм
Франц Вилхелм Йозеф Антон фон Залм-Райфершайт-Краутхайм (на немски: Franz Wilhelm Joseph Anton 1. Fürst zu Salm-Reifferscheidt-Krautheim;* 27 април 1772, Бедбург; † 14 май 1831, Констанц) е пруски генерал-майор, от 1798 до 1804 г. управляващ имперски граф, от 1804 г. 1. княз на Залм-Райфершайт-Краутхайм и Герлахсхайм. Той е племенен господар в Кралство Вюртемберг (до 1826) и Първата камера на Велико херцогство Баден.

## Произход
Той е вторият син (от 12 деца) на алтграф Зигмунд фон Залм-Райфершайт-Бедбург (1735 – 1798) и съпругата му графиня Елеонора Мария Валбурга Салома фон Валдбург-Цайл (1735 – 1804), дъщеря на граф Франц Ернст фон Валдбург-Цайл-Вурцах (1704 – 1781) и графиня Мария Елеонора фон Кьонигсег-Ротенфелс (1711 – 1766).

## Фамилия
Първи брак: на 15 ноември 1796 г. с принцеса Франциска Романа Луиза Хенриета Амброзия фон Хоенлое-Бартенщайн (* 7 декември 1770, Бартенщайн; † 17 януари 1812, Вюрцбург), дъщеря на княз Лудвиг Карл Франц Леополд фон Хоенлое-Валденбург-Бартенщайн (1731 – 1799) и графиня Фредерика Поликсена фон Лимбург-Щирум (1738 – 1798). Те имат децата:
- Карл Лудвиг фон Залм-Райфершайт-Краутхайм и Герлахсхайм (* 27 август 1797; † 4 септември 1797)
- Константин Доминик Франц фон Залм-Райфершайт-Краутхайм и Герлахсхайм (* 4 август 1798, Клайнхойбах; † 10 февруари 1856, Хершберг, Баден), от 1831 г. 2. княз, женен на 27 май 1826 г. в замък Халтенбергщетен за принцеса Шарлота София фон Хоенлое-Бартенщайн-Ягстберг (* 2 септември 1808, замък Халтенбергщетен; † 9 ноември 1873, замък Ной-Цили)
- Елеонора Мария Валбургис фон Залм-Райфершайт-Краутхайм и Герлахсхайм (* 13 юли 1799, Клайнхойбах; † 10 ноември 1851, Райц до Брюн), алтграфиня, омъжена на 19 ноември 1831 г. в Герлахсхайм ан дер Таубер за ландграф Виктор Амадей фон Хесен-Ротенбург (* 2 септември 1779; † 12 ноември 1834), от 1815 г. княз на Корвей и от 1821 г. херцог на Ратибор
- Карл Боромей фон Залм-Райфершайт-Краутхайм и Герлахсхайм (* март 1801; † 10 септември 1802), женен на 7 април 1845 г. за Текла Щробел (* 17 юли 1818; † 22 август 1878); няма деца
- Котиалтис Луиза Поликсена фон Залм-Райфершайт-Краутхайм и Герлахсхайм (* 13 юни 1802; † 1818)
- Карл Йозеф Ернст Мария Гуидо фон Залм-Райфершайт-Краутхайм и Герлахсхайм (* 12 септември 1803; † 7 март 1864), принц и алтграф, пруски майор, женен (морганатичен брак) 1841/на 7 април 1845 г. за Текла Щробел (* 17 юли 1818; † 22 август 1878)
- Леополдина фон Залм-Райфершайт-Краутхайм и Герлахсхайм (* 24 юни 1805, Герлахсхайм; † 4 юли 1878, Брюл до Виена), омъжена на 6 септември 1830 г. в Герлахсхайм за 2. княз Хуго Карл Едуард фон Залм-Райфершайт-Райц (* 15 септември 1803, Брюн; † 18 април 1888, Виена)
- Мария Кресценция Поликсена фон Залм-Райфершайт-Краутхайм и Герлахсхайм (* 22 октомври 1806; † 2 юли 1878), неомъжена

Втори брак: на 2 май 1818 г. в Мюнстер с руската принцеса Мариана Доротея Галицина (* 7 декември 1769; † 16 декември 1823), дъщеря на принц Дмитри Алексейевич Галицин (1734 – 1803) и графиня Аделаида Амалия фон Шметау (1748 – 1806). Бракът е бездетен.